# 大統合民主新党
大統合民主新党（だいとうごうみんしゅしんとう、韓国語: 대통합민주신당）は、かつて存在した韓国の政党。略称は民主新党。

## 歴史
2007年8月5日、開かれたウリ党離脱派80人、中道統合民主党離脱派4人、ハンナラ党の一部リベラル派、および市民運動勢力が主体となって結成された。同年8月20日、ウリ党を吸収合併したことで、国会議席数は143議席と、院内最大政党となった。
12月に行われた大統領選挙では盧武鉉政権で統一相を務めた鄭東泳を擁立したが、ハンナラ党の李明博候補に大差で敗れた。
翌2008年2月11日に民主党と合同することで合意し、2月17日に「統合民主党」が結成され、大統合民主新党は消滅した。

## 綱領及び政策
党綱領前文において民主主義・平和・統合・環境を4つの基本理念として掲げるとともに、次のような政策ビジョンを明示している
- 市民の力をさらに成熟させるべく強化し、実質的な民主主義を実現させる。
- 公正かつ躍動的な先進的経済体制を建設する。
- 人間中心の温りのある福祉と社会大統合を実現する。
- 創意あふれ、競争力のある教育文化大国を建設する。
- 平和体制を構築し、大韓民国 - 朝鮮民主主義人民共和国の間の 経済文化共同体を建設する。
- 環境保健体制を改善し、環境にやさしい経済構造を希求する。

### 政策ビジョン
- 改革・寛容・統合された民主主義を実現する。
- 能動的かつ効率の高い大韓民国政府を求める。
- 議会制民主主義をさらに活性化し、生活政治・政策政治を実現する。
- 主体的にグローバル化を求める。
- 新たな成長の原動力を開発かつ拡充する。
- 中小企業の育成を通じて就業機会を増やす。
- 税金の公平化を実現する。
- 庶民と中産層のための不動産安定政策を確立する。
- 人間中心の持続可能な社会政策を志向する。
- 創造的な人材育成と生涯教育体制を拡充する。
- 弱者の所得の安定化を担保した福祉政策を実施する。
- 多様性が尊重される創意あふれる文化大国を建設する。
- 少子・高齢化社会に向けた支援策を拡大する。
- ジェンダーの平等と女性の社会活動を保障する。
- 家族との調和できる暖かい社会を志向する。
- 労働市場の流動性・柔軟性を高め、社会セーフティネットを拡充し、社会の大和解を進める。
- 生態環境と共存可能な社会を建設する。
- 地方分権時代を迎えるにあたって、住民の生活の質を高めるために支援を強化していく。
- 相互共存繁栄の朝鮮半島経済共同体を実現する。
- 朝鮮半島の非核化および平和体制を構築する。
- 国際社会に貢献する平和外交を実現する。

## 2007年大統領選挙に向けた党内予備選
12月の大統領選挙における民主新党の大統領候補を選出するための予備選挙は、9月3日から5日までの予備選挙と9月15日から10月14日までの本選挙に分けられて実施された。予備選挙の段階で秋美愛と辛基南、千正培、金斗官が脱落し、本選挙は5人の候補者に絞られることになった。
| 候補者名                   | プロフィール |
| -------------------------- | --- |
| 鄭東泳（チョン・ドンヨン） | - 1953年生まれ - ソウル大学歴史学科卒業 - MBC記者(1978年～1995年) - ウリ党議長(2004年、2006年) - 統一部長官兼国家安全保障会議常任委員長 |
| 孫鶴圭（ソン・ハッキュ）   | - 1947年生まれ - ソウル大学政治学科卒業 - 保健福祉部長官 - 京畿道知事(2002年～2006年)                                                   |
| 韓明淑（ハン・ミョンスク） | - 1944年生まれ - 梨花女子大学仏文学科卒業、女性学科修士 - 女性部長官 - 環境部長官 - 国務総理                                            |
| 李海瓚（イ・ヘチャン）     | - 1952年生まれ - ソウル大学社会学科卒業 - 教育部長官 - 国務総理                                                                         |
| 柳時敏（ユ・シミン）       | - 1959年生まれ - ソウル大学経済学科卒業 - 聖公会大学兼任教授 - 保健福祉部長官                                                           |

出所：「自治体国際化協会」のクレアレポート327号「大韓民国の第17代大統領選挙」より
本選挙では、党員ではない一般の有権者も投票に参加できる「オープン・プライマリー」を導入し、全国各地で投票が行なわれ、最終的に鄭東泳と孫鶴圭の2者による接戦となったが、強い組織力を有している鄭東泳が孫鶴圭を抑えて勝利し、10月15日の候補者指名大会で正式に民主新党の大統領候補に指名された。
| 候補者 | 得票数         |
| ------ | -------------- |
| 鄭東泳 | 216,984 (43.8) |
| 孫鶴圭 | 168,799 (34.0) |
| 李海瓚 | 110,128 (22.2) |

## 年表
| 年     | 月日     | 出来事 |
| ------ | -------- | --- |
| 2007年 | 8月5日   | ウリ党離党者と中道統合民主党の統合新党系議員を中心に「大統合民主新党（民主新党）」結成。 代表に呉忠一が就任 |
| 2007年 | 8月20日  | 民主新党、ウリ党を吸収合併。ハンナラ党を上回り院内第一党に                                                  |
| 2007年 | 10月15日 | 候補者予備選挙で元ウリ党議長の鄭東泳が民主新党の大統領候補に確定                                            |
| 2007年 | 11月12日 | 民主新党と民主党の4者会合で、両党の統合と、大統領候補一本化で合意                                           |
| 2007年 | 11月20日 | 民主新党と民主党の統合協議が決裂                                                                            |
| 2007年 | 11月22日 | 民主新党と民主党の統合交渉が期限となり、統合は白紙に                                                        |
| 2007年 | 12月19日 | 大統領選挙投開票。民主新党鄭東泳候補、ハンナラ党李明博候補に大差で敗れる                                    |
| 2008年 | 1月10日  | 国会内で行なわれた中央委員会で、元京畿道知事の孫鶴圭を4月の総選挙までの任期とする 新しい代表に選出した。    |
| 2008年 | 2月11日  | 民主新党・孫鶴圭代表と民主党・朴相千代表の会談で、両党の統合を宣言                                          |
| 2008年 | 2月17日  | 統合民主党（民主党）が発足。新千年民主党の分裂から約4年5ヶ月ぶりに旧与党勢力が統合。                        |

＊リンク先は聯合ニュース及び朝鮮日報。

## 参考資料
1. ↑  新党と民主党が合同宣言 新千年民主党分裂から4年5ヵ月ぶり2月11日付、東亜日報。
2. ↑  統合民主党が正式発足「新政権けん制の役割を遂行」2008年2月17日付　韓国新聞・政治．
3. ↑  民主新党紹介 - 綱領 同党公式サイト 2007年8月7日作成（韓国語）
4. 1 2  本選挙で李海瓚候補への支持を表明後、立候補を辞退
5. ↑  「大統領選：鄭東泳氏が勝利＝大統合民主新党予備選」2007年10月15日付朝鮮日報
6. ↑  聯合ニュース（2007年8月5日）
7. ↑  聯合ニュース（2007年8月21日）
8. ↑  聯合ニュース（2007年10月15日）
9. ↑  朝鮮日報（2007年11月13日）
10. ↑  聯合ニュース（2007年11月20日）
11. ↑  聯合ニュース（2007年11月22日）
12. ↑  「孫鶴圭氏、民主新党の新代表に」．2008年1月11日付朝鮮日報
13. ↑  朝鮮日報（2008年2月12日）